# مارول (آرکانزاس)
مارول (آرکانزاس) (به انگلیسی: Marvell, Arkansas) یک شهر در ایالات متحده آمریکا با جمعیت ۱٬۳۹۵ نفر است که در آرکانزاس واقع شده‌است.

## موقعیت جغرافیایی
موقعیت جغرافیایی شهرها و مناطق اطراف به شرح زیر است: